# Amerikaanse auto in 1949
Dit artikel geeft een overzicht van alle Amerikaanse personenwagens geproduceerd in 1949 door een significante autoconstructeur. De auto's staan alfabetisch gerangschikt per merk. Hier staan enkel Amerikaanse merken, ongeacht of ze eigendom zijn van een niet-Amerikaans concern. Ook gaat het om constructeurs die algemeen bekend zijn met auto's die algemeen voor het publiek verkrijgbaar zijn. 
| Buick |                  | concern:               | General Motors Verenigde Staten |
| Buick | divisie:         |                        |                                 |
| Buick | merk:            | Buick Verenigde Staten |                                 |
| Buick | model:           | Series 40 /50/70       |                                 |
| Buick | einde productie: | 1949                   |                                 |
| Buick | productieaantal: | 316.703                |                                 |

| Chrysler |                  | concern:                  | Onafhankelijk |
| Chrysler | divisie:         |                           |               |
| Chrysler | merk:            | Chrysler Verenigde Staten |               |
| Chrysler | model:           | Imperial                  |               |
| Chrysler | einde productie: | 1954                      |               |
| Chrysler | productieaantal: | 3                         |               |

| Chrysler |                  | concern:                  | Onafhankelijk |
| Chrysler | divisie:         |                           |               |
| Chrysler | merk:            | Chrysler Verenigde Staten |               |
| Chrysler | model:           | Town & Country            |               |
| Chrysler | einde productie: | 1950                      |               |
| Chrysler | productieaantal: | ?                         |               |

| Chrysler |                  | concern:                  | Onafhankelijk |
| Chrysler | divisie:         |                           |               |
| Chrysler | merk:            | Chrysler Verenigde Staten |               |
| Chrysler | model:           | New Yorker                |               |
| Chrysler | einde productie: | 1950                      |               |
| Chrysler | productieaantal: | ?                         |               |

| Ford |                  | concern:              | Onafhankelijk |
| Ford | divisie:         |                       |               |
| Ford | merk:            | Ford Verenigde Staten |               |
| Ford | model:           | Custom                |               |
| Ford | einde productie: | 1951                  |               |
| Ford | productieaantal: | ?                     |               |

| Mercury |                  | concern:                 | Ford Motor Company Verenigde Staten |
| Mercury | divisie:         |                          |                                     |
| Mercury | merk:            | Mercury Verenigde Staten |                                     |
| Mercury | model:           | 9CM                      |                                     |
| Mercury | einde productie: | 1949                     |                                     |
| Mercury | productieaantal: | ?                        |                                     |

| Mercury |                  | concern:                 | Ford Motor Company Verenigde Staten |
| Mercury | divisie:         |                          |                                     |
| Mercury | merk:            | Mercury Verenigde Staten |                                     |
| Mercury | model:           | Roadster                 |                                     |
| Mercury | einde productie: | 1951                     |                                     |
| Mercury | productieaantal: | ?                        |                                     |

| Muntz |                  | concern:               | Onafhankelijk |
| Muntz | divisie:         |                        |               |
| Muntz | merk:            | Muntz Verenigde Staten |               |
| Muntz | model:           | Roadster               |               |
| Muntz | einde productie: | 1954                   |               |
| Muntz | productieaantal: | ?                      |               |

| Nash |                  | concern:              | Onafhankelijk |
| Nash | divisie:         |                       |               |
| Nash | merk:            | Nash Verenigde Staten |               |
| Nash | model:           | Ambassador            |               |
| Nash | einde productie: | 1951                  |               |
| Nash | productieaantal: | ?                     |               |

| Packard |                  | concern:                 | Onafhankelijk |
| Packard | divisie:         |                          |               |
| Packard | merk:            | Packard Verenigde Staten |               |
| Packard | model:           | Super 8 Convertible      |               |
| Packard | einde productie: | 1949                     |               |
| Packard | productieaantal: | 1237                     |               |